# Cemitério Judaico (Gau-Algesheim)

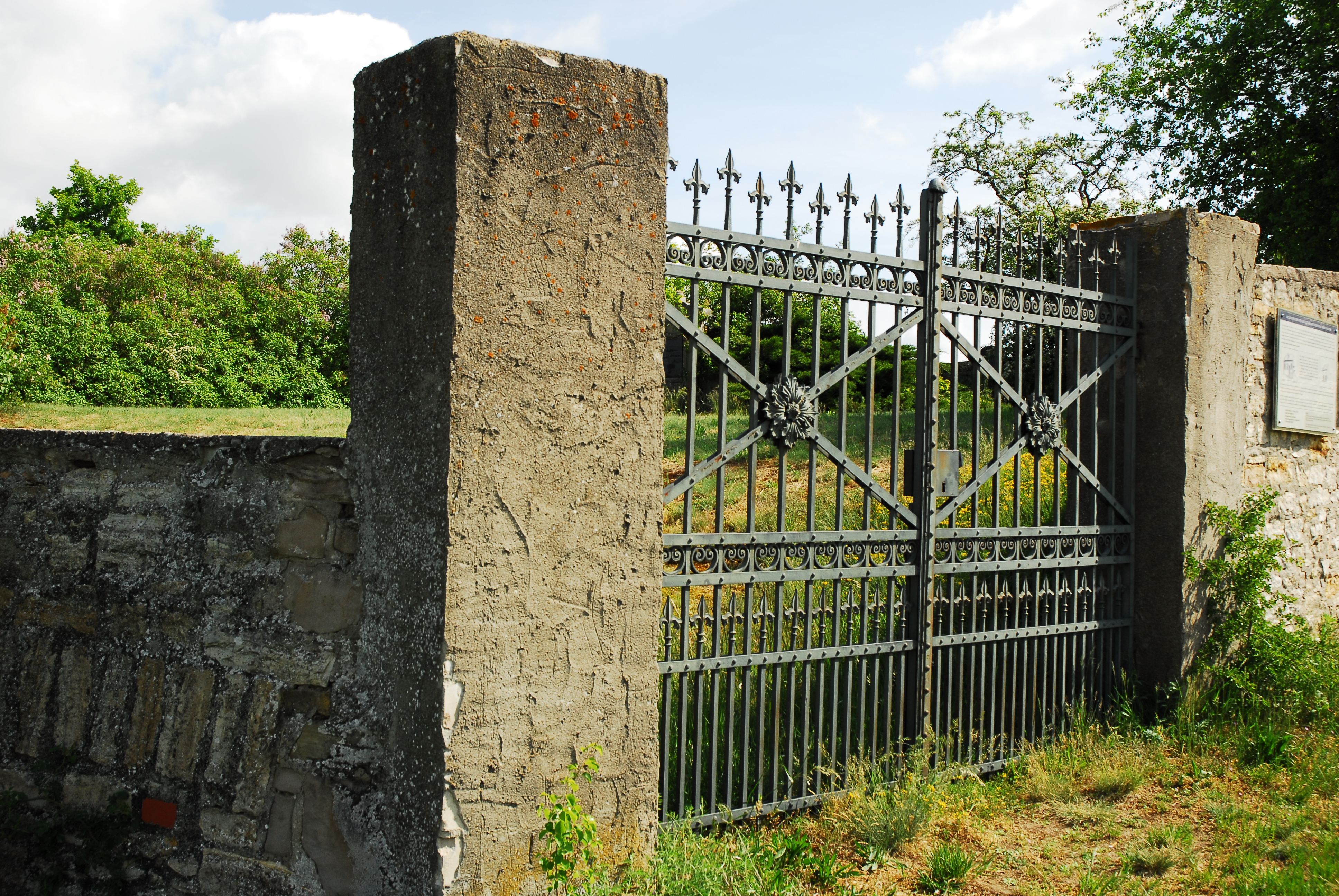
Entrada do Cemitério Judaico de Gau-Algesheim

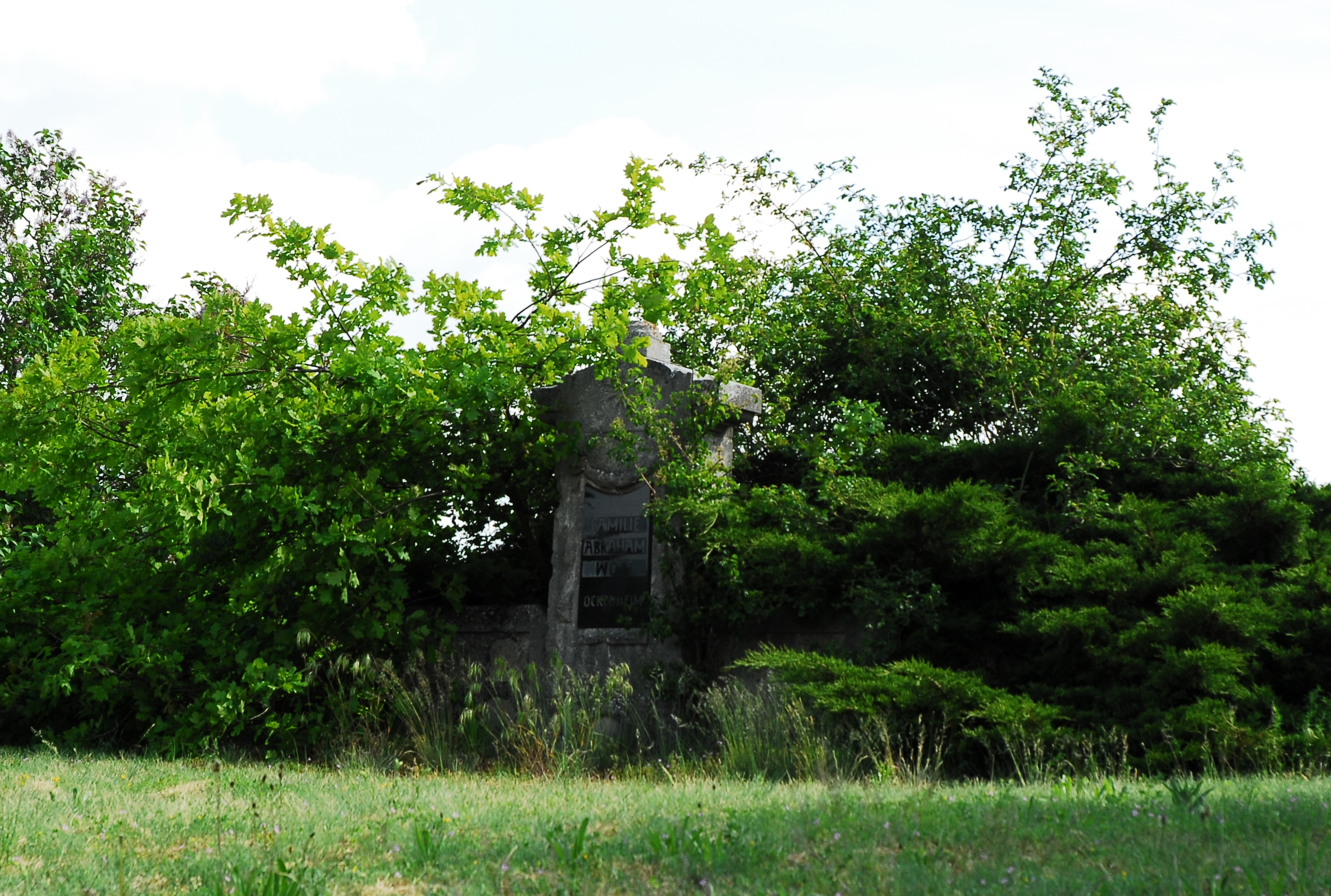
Sepultura

O Cemitério Judaico de Gau-Algesheim (em alemão:  Jüdische Friedhof in Gau-Algesheim) é um cemitério judaico em Gau-Algesheim, uma cidade em Mainz-Bingen, Renânia-Palatinado. Foi construído provavelmente no início do século XIX. O cemitério judeu de 10,47 ares fica a nordeste da cidade no corredor Am Judensand Am Judensand.
O cemitério serviu como local de sepultamento para as comunidades judaicas de Gau-Algesheim e Ockenheim. O último enterro ocorreu em 1937 (Rosa Nathan née Marx). Mais de 30 matzevas da primeira metade do século XIX ao início do século XX estão preservadas.

## Tempo do nacional-socialismo
O cemitério foi profanado durante a Noite dos Cristais de novembro de 1938. Numerosas lápides foram derrubadas por um grupo de homens da SA.